# Söderfjärden
Söderfjärden – krater uderzeniowy, położony w Ostrobotni w zachodniej Finlandii, nad Zatoką Botnicką. Sam krater znajduje się pod powierzchnią ziemi i nie jest widoczny, ale w jego obrębie znajduje się żyzna równina pokryta obecnie przez pola uprawne, wyróżniająca się w krajobrazie. Jest to jedyny w Finlandii potwierdzony krater, który znajduje się w całości na suchym lądzie.
Wiek krateru został oceniony na około 600 milionów lat, czyli powstał on w ediakarze. Został utworzony przez uderzenie niewielkiej planetoidy w prekambryjskie skały krystaliczne.